# Cherchez LaGhost
Cherchez LaGhost – singiel amerykańskiego rapera Ghostface Killaha z gościnnym udziałem U-Goda. Utwór znalazł się na albumie Supreme Clientele i został wyprodukowany przez Carlosa Bessa.
Tytuł utworu pochodzi od piosenki "Cherchez La Femme" grupy Dr. Buzzard's Original Savannah Band.

## Lista utworów
Opracowano na podstawie źródła
1. Cherchez LaGhost (Clean Version) - 3:05
2. Cherchez LaGhost (Instrumental) - 3:09
3. Cherchez LaGhost (LP Version) - 3:10

## Notowania
| Notwowanie     | Pozycja |
| -------------- | ------- |
| Hot Rap Tracks | 3       |